# 労働塊の誤謬
労働塊の誤謬（ろうどうかいのごびゅう、lump of labour fallacy）とは経済学の用語で、世の中における仕事は一定量しかないという考え方、または、その一定量の仕事を労働者が取り合うしかないという見方を意味する。経済学者の間では一般的に誤りとされる。

## 概要
仮に、社会全体の生産量が固定的であると考えると、その量の生産を行うために必要とされる労働力もある一定の固定的な量となる。そのため、労働者はその一定量の仕事を取り合う形にならざるを得ない。このような考え方の下では、たとえば失業問題に対してはワークシェアリングや早期退職の奨励などの、一人に割り当てられる仕事量を少なくするといった方向性の対策が提案されたり、また、生産性を向上させる技術革新に対して、必要とされる労働量を減らし仕事を奪うといった否定的見方がされるようになる。
しかし、社会全体の生産量（あるいは社会全体が求める生産量）が固定的であるという仮定に問題がある。現実には生産量は伸縮的であり、その結果として労働需要の量も変化し得る。金融政策などの適切なマクロ経済調整が行われれば、一人当たりの仕事量を減らすことなく失業を減らすことは可能であり、また、技術革新による生産性向上は労働の限界的な価値を高めることから労働需要量を増加させるため、新しい技術によって仕事を奪われるとは限らない。
実際、産業革命以降に生産性は何倍にも上昇してきたにもかかわらず、被雇用者の数が何分の一にまで減ったり、失業率がトレンドとして高まり続けるといったことは起きていない。このことは、世の中における仕事の量が、ある一定量で固定的であるという考え方が誤っていることを端的に表している。
なお、労働塊の誤謬は社会全体における長期的な話であり、局所的かつ一時的には社会全体が求める生産量が固定的とみなせることもある。たとえば、無人運転技術の導入という技術革新は運転士の解雇に直結することが考えられる。その後、運転士が別の職に就くことにより、社会全体の生産量・労働需要量が増えることとなる。したがって、「別の企業」「別の職」という選択自体に否定的な労働者・労働組合が労働塊の誤謬にとらわれているかのような行動をとることが現実にはよく見られる。

## 労働塊の誤謬に陥った考え方の例
- ラッダイト運動などの、機械による自動化や技術革新が進めば大量の失業者が生じるとして生産性の向上に反対する行動。
- 高齢者が働き続けると若者の仕事が奪われるという考え方。あるいは、そうならないために定年引き下げや早期退職を促すような制度を作るといった政策。
- 失業問題対策としてのワークシェアリング。